# Hypnelus
Genre
Le genre Hypnelus regroupe deux espèces d'oiseaux appartenant à la famille des Bucconidae.

## Taxonomie

### Liste des espèces
D'après la classification de référence (version 5.1, 2015) du Congrès ornithologique international (ordre phylogénique) :
- Hypnelus ruficollis – Tamatia à gorge rousse
- Hypnelus bicinctus – Tamatia bifascié

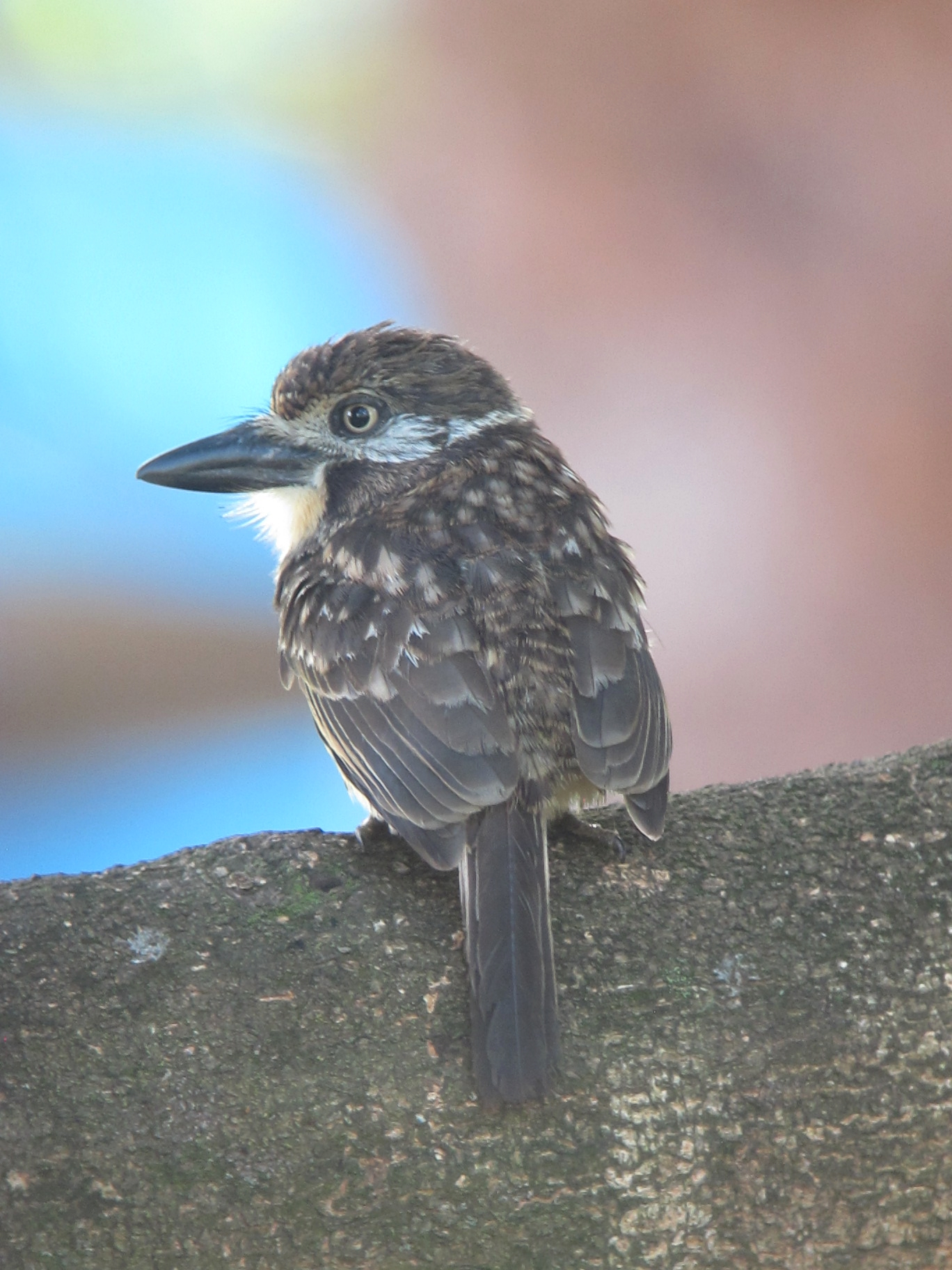
Tamatia bifascié.